# Topolog (wieś)
Topolog – wieś w Rumunii, w okręgu Tulcza, w gminie Topolog. W 2011 roku liczyła 2464 mieszkańców.
Przez wieś przepływa rzeka Topolog.